# Doreen Baingana
Doreen Baingana (n. 1966) es una escritora ugandesa. Su antología de cuentos Peces tropicales (Tropical fish) ganó el premio Grace Paley en la categoría de mejores ficciones breves en 2003 y el premio de los Escritores de la Commonwealth por su primer libro, en la categoría de la región africana, en 2006. Los cuentos de este libro fueron finalistas del premio Caine en 2004 y 2005. También fue finalista de dicho premio por tercera vez en 2021 y recibió otros reconocimientos.

## Primeros años y formación
Criada en Entebbe, Doreen Baingana asistió a la escuela secundaria Gayaza High School y obtuvo un título en Derecho en la Universidad de Makerere, así como una maestría en escritura creativa (MFA) en la Universidad de Maryland, College Park.
Inmediatamente después, fue nombrada escritora residente en la Jiménez-Porter Writers House. En 2023, comenzó un doctorado en Escritura Creativa en la Universidad de Queensland.

## Carrera
Baingana ganó el Premio Grace Paley de Relatos Cortos en 2003 por su colección Peces tropicales. Fue publicada por University of Massachusetts Press y Broadway Books en Estados Unidos, Oshun Books en Sudáfrica y Cassava Republic Press en Nigeria. Ha sido traducida al sueco y al español. Sus relatos entrelazados, que exploran las vidas de tres hermanas que crecen en Entebbe tras la caída de Idi Amin, han sido descritos por Publishers Weekly como «historias ricamente detalladas» que están «llenas de comentarios culturales».
Baingana ha publicado dos libros infantiles, así como cuentos, ensayos y artículos en numerosas revistas y publicaciones, entre ellas: The Georgia Review, The Evergreen Review, The African American Review, Chelsea, Glimmer Train, Callaloo, Agni, The Caravan: A Journal of Politics and Culture, Transition, The Guardian, Chimurenga, Kwani?, Farafina e Ibua. Sus historias han sido emitidas por Voice of America y la BBC, y han sido incluidas en numerosas antologías, como Gods and Soldiers: The Penguin Anthology of Contemporary African Writing; The Granta Anthology of African Fiction, Cultural Transformations (OneWorld),New Daughters of Africa (editada por Margaret Busby, 2019) y Joyful, Joyful: Stories Celebrating Black Voices.
Baingana trabajó como contratista para Voice of America durante una década y enseñó en The Writer's Center, en Bethesda, Maryland, antes de regresar a Uganda. Fue editora general de Storymoja Africa, una editorial keniana, y presidenta de FEMRITE, la Asociación de Mujeres Escritoras de Uganda. Es cofundadora y directora del Mawazo Africa Writing Institute, y dirige talleres de escritura creativa en todo el continente africano.
El cuento que da título a su colección, «Peces tropicales», fue adaptado al teatro y presentado en el Kampala International Theatre Festival (KITF 2016) y en otros cuatro espacios en Kampala, así como en el AfriCologne Theatre Festival en Colonia, Alemania, en 2017. Otro cuento de Baingana, «Hills of Salt and Sugar», fue adaptado y representado en el KITF 2018.
Baingana ha sido jurado de premios como: el Premio Afritondo de Relato Corto,el Premio 9mobile de Literatura, el Premio de Relato Corto de la Commonwealth, el Premio Golden Baobab y el Premio Hurston/Wright de Ficción Debut.

## Premios
- 2003: Premio Grace Paley de Relatos Cortos[20]
- 2004, 2005 y 2021: Finalista del Premio Caine[21][22]
- 2004: Becaria de la Bread Loaf Writers' Conference[23]
- 2004: Premio de Ficción de los Escritores Independientes de Washington[24]
- 2006: Nominación al Premio de los Escritores de la Commonwealth al mejor primer libro en la región de África[25]
- 2006: Finalista del Premio Hurston/Wright Legacy en la categoría de Ficción Debut[26]
- 2014: Beca de Escritura de la Fundación Miles Morland[27][28][29]
- 2017: Residencia Artística Bellagio de la Fundación Rockefeller[30]
- 2020: Residencia de Dramaturgia de la Tebere Arts Foundation[31]

## Obra publicada

### Antologías
- Tropical Fish: Stories out of Entebbe. University of Massachusetts Press. 2005. ISBN 978-1-55849-477-0.[32]
- Baingana, Doreen. Peces tropicales: Historias de Entebbe. Empatía. ISBN 978-987-47786-3-5.

### Libros infantiles
- Gamba the Gecko Wants to Drum. Storymoja Africa. 2010. ISBN 9789966001115.
- My Fingers are Stuck. Storymoja Africa. 2010. ISBN 9789966001092.

### Cuentos
| Título en inglés              | Año  | Primera publicación                                                              | Reimpreso/compilado/transmitido |
| ----------------------------- | ---- | -------------------------------------------------------------------------------- | --- |
| «Her Generous Body»           | 2022 | The Georgia Review, Potomac Review                                               | |
| «Family is Family»            | 2022 | Joyful, Joyful: Stories Celebrating Black Voices Two Hoots/Pan Macmillan         | |
| «Lucky»                       | 2021 | Ibua Journal                                                                     | Evergreen Review, Otoño/Invierno 2021 |
| «Una Ragazza» («Una chica»)   | 2018 | Grace and Gravity: Fiction by Washington Area Women, Paycock Press, October 2004 | EnKwani? 04, 2007 |
| «The Exam»                    | 2014 | Transmitido en BBC4, Marzo de 2014                                               | |
| «Gorging»                     | 2013 | The Caravan: A Journal of Politics & Culture, India (Online), Mayo 2013          | |
| «Man and Son»                 | 2012 | Africa Inside Out, University of Kwazulu-Natal Press, SA, Marzo 2012             | |
| «The Messenger»               | 2011 | Transition, 50th Anniversary edition, Noviembre de 2011                          | |
| «Christianity Killed the Cat» | 2007 | Cain Prize Anthology                                                             | Gods and Soldiers: The Penguin Anthology of Contemporary African Writing, Abril de 2009. Vuelto a publicar en St. Petersburg Review, 2008 -Republished in Air Uganda Inflight Magazine, Oct. – Dic. 2008. Traducido al español como «La cristiandad mató al gato» en la Antología de escritores africanos contemporáneos de Editorial Empatía. |
| «Anointed»                    | 2010 | AGNI, Noviembre de 2010                                                          | Gods and Soldiers: The Air Uganda Inflight Magazine, Octubre–diciembre de 2008 |
| «Eden Burning»                | 2008 | Chimurenga 12, Marzo de 2008                                                     | The Manchester Review, julio de 2017] |
| «Kadongo Kamu – One Beat»     | 2005 | Story Quarterly, Otoño de 2005                                                   | The Sunday Monitor, Febrero de 2006 |
| «One Woman’s Body»            | 2005 | Seventh Street Alchemy, Jacana Press, 2005                                       | Macmillan Anthology of Short Stories for East Africa |
| «Afterward»                   | 2004 | L’Officiel Italia, Septiembre de 2018                                            | |
| «Depth of Blue»               | 2004 | Gargoyle #48, Fall 2004                                                          | |
| «A New Kind of Blue»          | 2003 |                                                                                  | Voice of America, 2003 |
| «Fallen Fruit»                | 2002 | Spring/Summer 2002                                                               | Voice of America, May 2004 |

### No ficción
- "Scars", Crab Orchard Review, Winter 2002
- "Our Stories Aren’t All Tragedies", The Guardian, 2 de agosto de 2005
- "Encounters", The "O" Magazine, South Africa, February 2006
- A monthly column in the magazine African Woman, April 2006 to 2008
- "Lamu Lover", in It's All Love: Black Writers on Soul Mates, Family and Friends, Broadway Books/Doubleday, 2009
- "The Last Word", The African Report, December 2009
- “Hargeisa Snapshots”, African Cities II: Mobilities & Fixtures, 2011
- “Tuk-tuk Trail to Suya and Stars”, AGNI, September 2012
- “Why Write?” START, Journal for East African Arts and Culture, July 2013
- “Betty Oyella Bigombe” in When We Are Bold: Women Who Turn Our Upsidedown World Right, Nobel Women’s Initiative, 2016[34]
- “The Journey: Ebony Ava Harper” in This Bridge Called Woman, H.J. Twongyeirwe & A.T. Lichtenstein, eds., Femrite Publications, 2022.
- “2022 AKO Caine Prize Shortlist Review,” Five Essays, Brittle Paper, Julio de 2022.[35]